# رافائلا د میراندا تراوالیو
رافائلا د میراندا تراوالیو (انگلیسی: Rafaela de Miranda Travalão؛ زادهٔ ۱۸ اوت ۱۹۸۸) بازیکن فوتبال اهل برزیل است.
از باشگاه‌هایی که در آن بازی کرده‌است می‌توان به بوستون بریکرز، باشگاه فوتبال فلامینگو، و باشگاه فوتبال زنان سانتوس اشاره کرد.
وی همچنین در تیم ملی فوتبال زنان برزیل بازی کرده‌است.